# Bee Cave

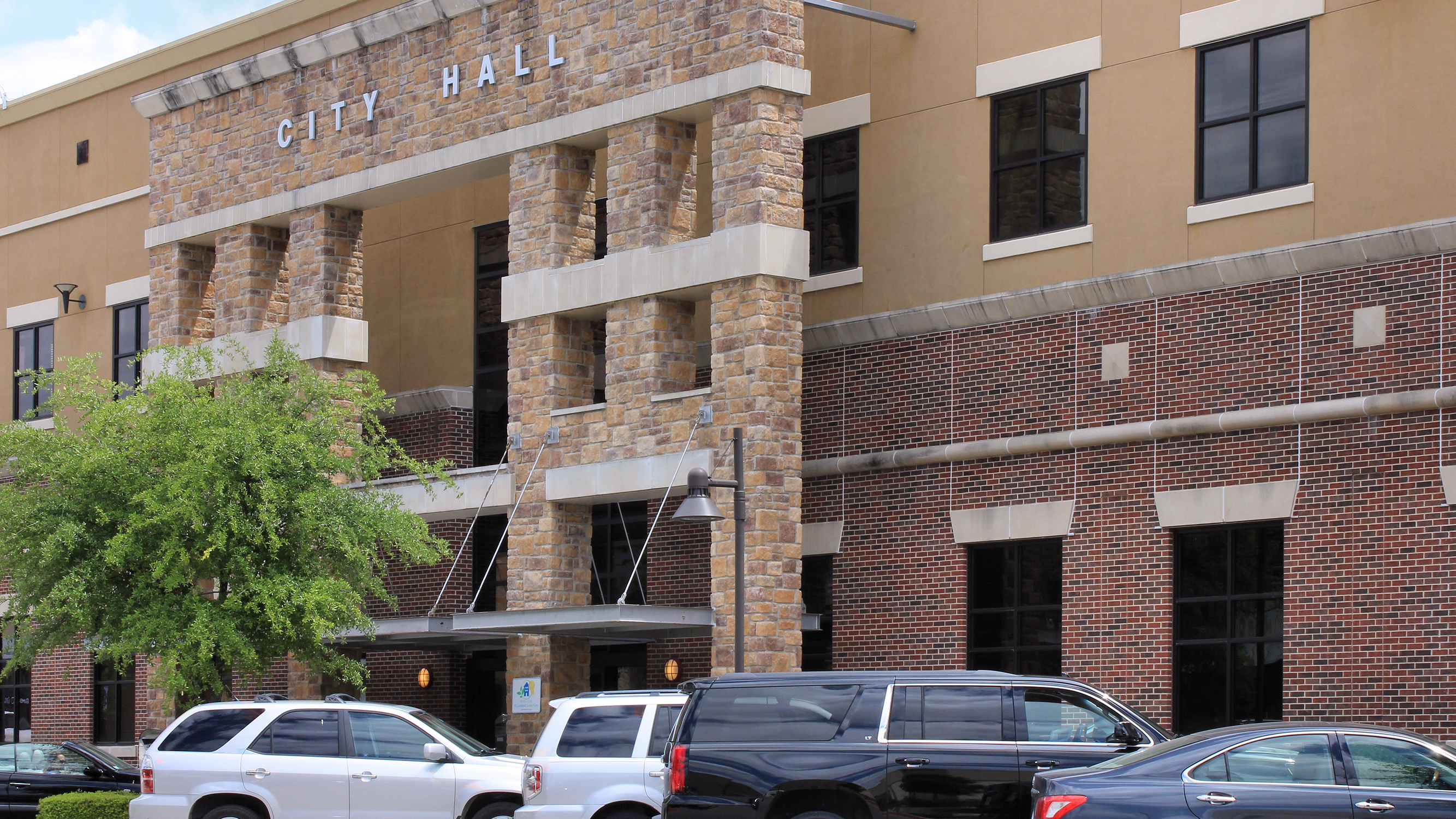
stadshuis van Bee Cave

Bee Cave is een plaats (village) in de Amerikaanse staat Texas, en valt bestuurlijk gezien onder Travis County.

## Demografie
Bij de volkstelling in 2000 werd het aantal inwoners vastgesteld op 656.
In 2006 is het aantal inwoners door het United States Census Bureau geschat op 2197, een stijging van 1541 (234,9%).

## Geografie
Volgens het United States Census Bureau beslaat de plaats een oppervlakte van
6,7 km², geheel bestaande uit land. Bee Cave ligt op ongeveer 249 m boven zeeniveau.

## Plaatsen in de nabije omgeving
De onderstaande figuur toont nabijgelegen plaatsen in een straal van 16 km rond Bee Cave.